# 정기호
정기호(鄭璣浩, 1942년 3월 31일~)는 대한민국의 정치인이다. 제14대 국회의원을 지냈다.

## 학력
- 석교초등학교 졸업 12회
- 청주중학교 졸업 31회
- 청주고등학교 졸업 33회
- 서울대학교 법과대학 법학과 학사

### 비학위 수료
- 서울대학교 사법연수원 수료
- 청주대학교 행정대학원 고위관리자 과정 수료

## 경력
- 제4회 사법시험 합격
- 육군 법무관
- 서울지검 등 검사5년
- (현)청주지방변호사회 변호사
- 청주지방변호사회 회장
- 민주화추진협의회 중앙본부 상임운영위원
- 민주헌법쟁취 충북지역 공동의장
- 민주산악회 청주지부장
- 통일민주당 충북도당 청주시 을 지구당 위원장
- 대한해외참전전우회 충청북도 회장
- 민주당 교육연수원 위원장
- 민주당 지방자치위원회 위원장
- 민주국민당 충북도당 청주시 흥덕구 지구당 위원장

## 역대 선거 결과
|  | 22.34% |

|  | 54.11% |

|  | 17.37% |